# Єврокубок з баскетболу 2025—2026
Єврокубок 2025—2026 — 24-й розіграш другого за значимістю міжнародного європейського турніру серед чоловічих професійних баскетбольних команд.
Спонсор турніру компанія BKT.

## Регулярний сезон

### Група A
Результати

### Група B
Результати